# Łuk odcinkowy

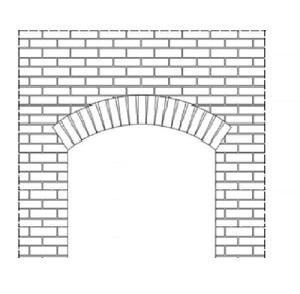
Łuk odcinkowy

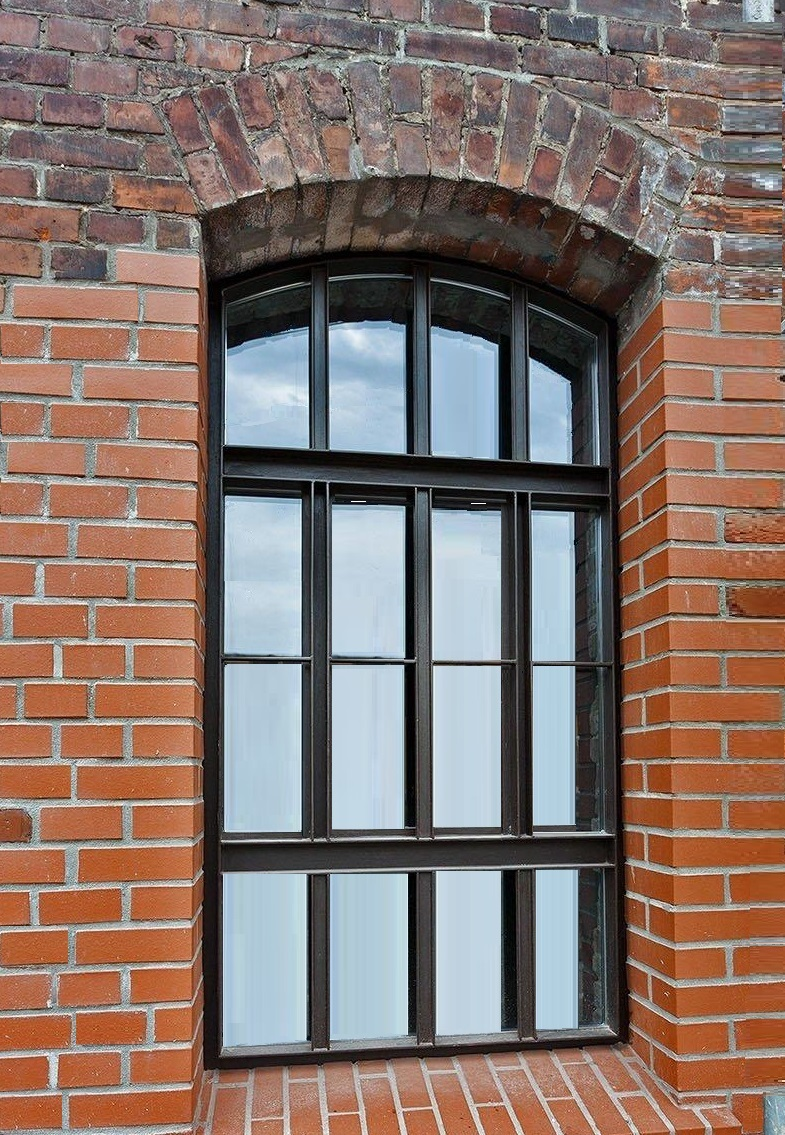
Otwór okienny zwieńczony łukiem odcinkowym

Łuk odcinkowy (segmentowy) – łuk sklepienny, element konstrukcyjny w kształcie łuku wsparty na obu końcach na filarach.  Stosowany w architekturze jako sklepienia, do przykrywania wszelkiego typu otworów, w budownictwie jako przęsła mostów, wiaduktów itp. Jego zadaniem jest przeniesienie na podpory boczne ciężaru własnego i dźwiganego. Występuje w architekturze nowożytnej czasami w okresie baroku i rokoka.
Łuki odcinkowe należą do łuków obniżonych, strzałka łuku wynosi zwykle od 1/7 do 1/12 rozpiętości otworu, który zwieńcza łuk. Mury lub filary na których opiera się łuk, mają szerokość od 1/4 do 1/2 rozpiętości otworu.
Łuk odcinkowy (segmentowy) jest wycinkiem jednego koła, składa się z dwóch ramion, które rozdziela kliniec szczytowy - zwornik. Dolna płaszczyzna każdego ramienia zakryta w głębi muru, nosi nazwę nasady, powierzchnie boczne są zwane czołami, powierzchnia górna - grzbietem, dolna podłuczem. Naroże między grzbietem a pionową ścianą nazywa się pachą. Odległość mierzona w poziomie pomiędzy punktami podparcia nazywa się rozpiętością łuku a wysokość mierzona od linii łączącej podpory do najwyższego punktu na łuku nazywa się strzałką łuku. 
Łuki o strzałce większej niż połowa rozpiętości łuku należą do grupy łuków podwyższonych.